# Olympische Sommerspiele 2000/Leichtathletik – 4 × 400 m (Männer)

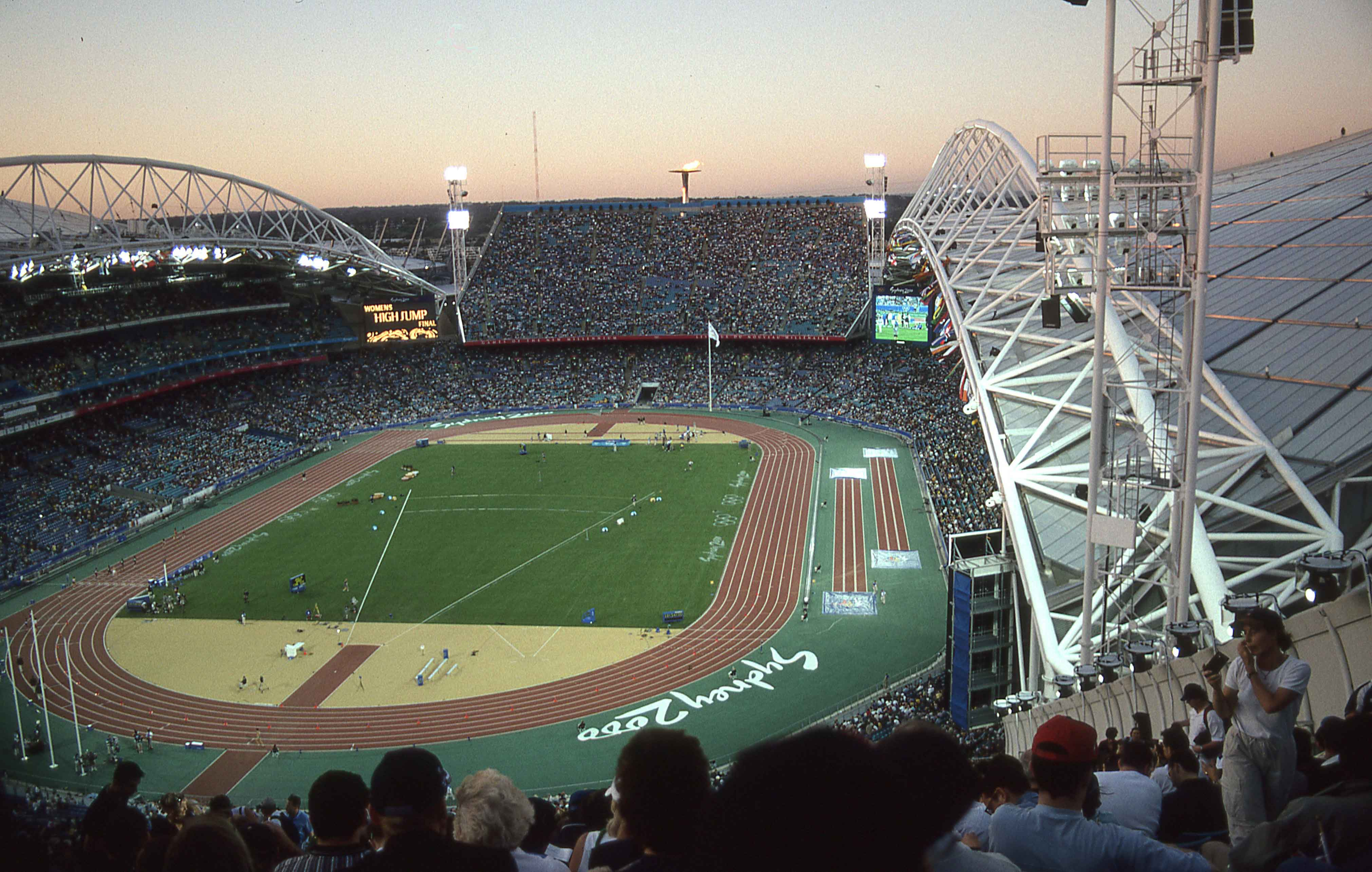
Das frühere ANZ Stadium von Sydney während der Olympischen Spiele 2000

Die 4-mal-400-Meter-Staffel der Männer bei den Olympischen Spielen 2000 in Sydney wurde am 29. und 30. September 2000 im Stadium Australia ausgetragen. In 34 Teams nahmen 152 Athleten teil.
Olympiasieger wurde die Staffel Nigerias mit Clement Chukwu, Jude Monye, Sunday Bada und Enefiok Udo-Obong sowie den in den Vorläufen außerdem eingesetzten Nduka Awazie und Fidelis Gadzama.
Silber gewann Jamaika in der Besetzung Michael Blackwood, Gregory Haughton, Christopher Williams, Danny McFarlane sowie den in den Vorläufen außerdem eingesetzten Michael McDonald und Sanjay Ayre.
Bronze ging an die Bahamas mit Avard Moncur, Troy McIntosh, Carl Oliver und Chris Brown sowie dem in den Vorläufen außerdem eingesetzten Timothy Munnings.
Die ursprüngliche Siegerstaffel der USA wurde disqualifiziert.
Auch die in den Vorläufen für die Medaillengewinner eingesetzten Läufer erhielten entsprechendes Edelmetall, Rekorde dagegen standen nur den tatsächlich agierenden Athleten zu.
Die Staffel der Schweiz schied in der Vorrunde aus.

Teams aus Deutschland, Österreich und Liechtenstein nahmen nicht teil.

## Aktuelle Titelträger
| Olympiasieger 1996                      | USA             | 2:55,99 min | Atlanta 1996    |
| Weltmeister 1999                        | Polen           | 2:58,91 min | Sevilla 1999    |
| Europameister 1998                      | Großbritannien  | 2:58,68 min | Budapest 1998   |
| Panamerikanischer Meister 1999          | Jamaika         | 2:57,97 min | Winnipeg 1999   |
| Zentralamerika und Karibik-Meister 1999 | Bahamas         | 3:03,76 min | Bridgetown 1999 |
| Südamerika-Meister 1999                 | Brasilien       | 3:02,09 min | Bogotá 1999     |
| Asienmeister 2000                       | Sri Lanka       | 3:02,71 min | Jakarta 2000    |
| Afrikameister 2000                      | Algerien        | 3:05,45 min | Algier 2000     |
| Ozeanienmeister 2000                    | Papua-Neuguinea | 3:18,56 min | Adelaide 2000   |

## Rekorde

### Bestehende Rekorde
| Weltrekord         | 2:54,29 min | USA (Andrew Valmon, Quincy Watts, Harry Reynolds, Michael Johnson) | Stuttgart, Deutschland       | 22. August 1993 |
| Olympischer Rekord | 2:55,74 min | USA (Andrew Valmon, Quincy Watts, Michael Johnson, Steve Lewis)    | Finale OS Barcelona, Spanien | 8. August 1992  |

Anmerkung:

Der am 22. Juli 1998 in Uniondale, USA, aufgestellte Weltrekord von 2:54,20 min durch eine US-Staffel mit Jerome Young, Antonio Pettigrew, Tyree Washington und Michael Johnson fand auf Grund des Dopingvergehens von Pettigrew – siehe unten – keine Anerkennung.
Der bestehende olympische Rekord wurde bei diesen Spielen nicht erreicht. Im schnellsten Rennen, dem Finale, verfehlte das Team des Olympiasiegers Nigeria mit 2:58,68 min den Rekord um 2,94 Sekunden. Zum Weltrekord fehlten 4,39 Sekunden.

### Rekordverbesserungen
Es wurde ein Kontinentalrekord aufgestellt, darüber hinaus gab es drei neue Landesrekorde.
- Kontinentalrekord:
  - 2:58,68 min (Afrikarekord) – Nigeria (Clement Chukwu, Jude Monye, Sunday Bada, Enefiok Udo-Obong), Finale am 30. September
- Landesrekorde:
  - 3:04,19 min – Botswana (California Molefe, Lulu Basinyi, Johnson Kubisa, Agrippa Matshameko), fünfter Vorlauf am 29. September
  - 2:59,02 min – Bahamas (Avard Moncur, Troy McIntosh, Carl Oliver, Chris Brown), erstes Halbfinale am 29. September
  - 3:02,68 min – Ukraine (Jewgeni Sjukow, Oleksandr Kajdasch, Hennadij Horbenko, Roman Woronko), zweites Halbfinale am 29. September

## Doping
Jerome Young war vom US-Verband nominiert worden, obwohl er vorher unter Dopingverdacht gestanden hatte. Einem Artikel der Los Angeles Times vom August 2003 zufolge hatte ein vorher durchgeführter Dopingtest ein positives Resultat erbracht. Das IOC verlangte nun Aufklärung vom Leichtathletikweltverband IAAF. Die IAAF handelte aber nicht, weil sie sich an die Entscheidung des Internationalen Sportgerichtshofes CAS vom Januar 2003 gebunden fühlte. Am 29. Juni 2004 wurde Young die Goldmedaille dann doch aberkannt, die anderen Mitglieder des US-Teams durften ihre Medaillen vorerst jedoch behalten, da Young nicht im Finale eingesetzt worden war.
Damit war die Geschichte allerdings noch nicht zu Ende. Antonio Pettigrew gestand in einem Prozess gegen seinen früheren Trainer Trevor Graham, seit 1997 gedopt zu haben. Daraufhin wurden alle Ergebnisse Pettigrews rückwirkend bis 1997 gestrichen, d. h. auch das Staffelgold von 2000 wurde annulliert. Michael Johnson hatte sich schon vorher bereit erklärt, seine Medaille zurückzugeben. Nachdem auch die Zwillingsbrüder Alvin und Calvin Harrison später des Dopings überführt wurden – allerdings nicht im Zusammenhang mit den Olympischen Spielen von Sydney – war Johnson der einzige Staffelläufer aus diesem US-Team, der im Laufe seiner Karriere nicht gedopt hatte.
Am 21. Juli 2012 entschied das IOC, dass die vakante Goldmedaille der Staffel Nigerias zuzusprechen sei. Die Silbermedaille ging damit an Jamaika, Bronze an die Bahamas. Diese späte Ehrung kam für den nigerianischen Staffelläufer Sunday Bada zu spät – er war wenige Monate vor der Entscheidung des IOC verstorben.
Benachteiligt wurden zwei Teams, die Anspruch auf die Teilnahme an der jeweils nächsten Runde gehabt hätten:
- Simbabwe – über die Zeitregel eigentlich für das Halbfinale qualifiziert
- Südafrika – über die Zeitregel eigentlich für das Finale qualifiziert

## Vorrunde
Insgesamt wurden fünf Vorläufe absolviert. Für das Halbfinale qualifizierten sich pro Lauf die ersten zwei Staffeln. Darüber hinaus kamen die sechs Zeitschnellsten, die sogenannten Lucky Loser, weiter. Die direkt qualifizierten Teams sind hellblau, die Lucky Loser hellgrün unterlegt.
Anmerkung: Alle Zeiten sind in Ortszeit Sydney (UTC+10) angegeben.

### Vorlauf 1
29. September 2000, 13:00 Uhr
| Platz | Staffel        | Besetzung                                                                                     | Zeit (min) |
| ----- | -------------- | --------------------------------------------------------------------------------------------- | ---------- |
| 1     | Jamaika        | Michael McDonald (Vorlauf) Michael Blackwood Sanjay Ayre (Vorlauf/Halbfinale) Danny McFarlane | 3:03,85    |
| 2     | Großbritannien | Jared Deacon Daniel Caines Jamie Baulch Iwan Thomas                                           | 3:04,35    |
| 3     | Frankreich     | Emmanuel Front Marc Foucan Pierre-Marie Hilaire Bruno Wavelet                                 | 3:04,45    |
| 4     | Schweiz        | Laurent Clerc Alain Rohr Nicolas Baeriswyl André Bucher                                       | 3:06,01    |
| 5     | Spanien        | Eduardo Iván Rodríguez David Canal Iñigo Monreal Antonio Andrés                               | 3:06,87    |
| 6     | Ungarn         | Zétény Dombi Zsolt Szeglet Attila Kilvinger Tibor Bédi                                        | 3:08,77    |
| 7     | Slowenien      | Boštjan Horvat Joze Vrtačič Sergej Šalamon Matija Šestak                                      | 3:10,07    |

### Vorlauf 2
29. September 2000, 13:09 Uhr
| Platz | Staffel   | Besetzung                                                                                 | Zeit (min) |
| ----- | --------- | ----------------------------------------------------------------------------------------- | ---------- |
| 1     | Sri Lanka | Manura Lanka Perera (Vorlauf) Rohan Pradeep Kumara Ranga Wilmalawansa Sugath Thilakaratne | 3:06,25    |
| 2     | Kenia     | Ezra Sambu Samson Yego Joseph Mutua Julius Chepkwony                                      | 3:06,77    |
| 3     | Irland    | Paul McKee Tomas Coman Robert Daly Paul Opperman                                          | 3:07,42    |
| 4     | Indien    | Lijo David Thottan Jata Shankar Purukottam Ramachandran Paramjit Singh                    | 3:08,38    |
| DSQ   | Algerien  | Malik Louahla Kamel Talhaoui Samir-Adel Louahla Adem Hecini                               |            |
| DSQ   | Katar     | Ibrahim Ismail Muftah Mubarak al-Nubi Salaheddine Bakar al-Safi Ahmed al-Imam             |            |

### Vorlauf 3
29. September 2000, 13:18 Uhr
| Platz | Staffel       | Besetzung                                                                                           | Zeit (min) | Anmerkung                     |
| ----- | ------------- | --------------------------------------------------------------------------------------------------- | ---------- | ----------------------------- |
| 1     | Südafrika     | Alwyn Myburgh Hendrick Mokganyetsi (Vorlauf) Werner Botha (Vorlauf) Arnaud Malherbe                 | 3:04,08    |                               |
| 2     | Australien    | Casey Vincent (Vorlauf/Halbfinale) Blair Young Michael Hazel Patrick Dwyer                          | 3:04,13    |                               |
| 3     | Ukraine       | Oleksandr Kajdasch Roman Woronko Jewgeni Sjukow Hennadij Horbenko                                   | 3:05,41    |                               |
| 4     | Griechenland  | Georgios Oikonomidis Anastasios Gousis Stelios Dimotsios Periklis Iakovakis                         | 3:06,50    |                               |
| 5     | Saudi-Arabien | Hamed Hamadan al-Bishi Hamdan al-Bishi Mohamed Hamed al-Bishi Hadi Soua’an al-Somaily               | 3:09,57    |                               |
| 6     | Thailand      | Jirichai Linglom Senee Kongtong Chalermpol Noohlong Narong Nilploy                                  | 3:11,65    |                               |
| DSQ   | USA           | Jerome Young (Vorlauf/Halbfinale) Angelo Taylor (Vorlauf/Halbfinale) Calvin Harrison Alvin Harrison |            | für das Halbfinale zugelassen |

### Vorlauf 4
29. September 2000, 13:27 Uhr
| Platz | Staffel             | Besetzung                                                                             | Zeit (min) | Anmerkung                                  |
| ----- | ------------------- | ------------------------------------------------------------------------------------- | ---------- | ------------------------------------------ |
| 1     | Japan               | Shunji Karube Jun Osakada Kenji Tabata Takahiko Yamamura                              | 3:05,21    |                                            |
| 2     | Russland            | Dmitri Bogdanow Andrei Semjonow Ruslan Maschtschenko Dmitri Golowastow                | 3:05,37    |                                            |
| 3     | Simbabwe            | Crispen Mutakanyi Tawanda Chiwira Philip Mukomana Ken Harnden                         | 3:05,60    | eigentlich für das Halbfinale qualifiziert |
| 4     | Ghana               | Daniel Adomako Nathaniel Martey Abu Duah Daniel Mensah Kwei                           | 3:07,07    |                                            |
| 5     | Trinidad und Tobago | Damion Berry Simon Pierre Neil de Silva Ato Stephens                                  | 3:07,51    |                                            |
| 6     | Slowakei            | Radoslav Holúbek Marcel Lopuchovský Marián Vanderka Štefan Balošák                    | 3:09,54    |                                            |
| DSQ   | Kuwait              | Musayed al-Azimi Bader Abdul Rahman al-Fulaij Mishal Sayed al-Harbi Fawzi al-Shammari |            |                                            |

### Vorlauf 5
29. September 2000, 13:36 Uhr
| Platz | Staffel        | Besetzung                                                                          | Zeit (min) | Anmerkung |
| ----- | -------------- | ---------------------------------------------------------------------------------- | ---------- | --------- |
| 1     | Nigeria        | Nduka Awazie (Vorlauf) Clement Chukwu Fidelis Gadzama (Vorlauf) Enefiok Udo-Obong  | 3:01,20    |           |
| 2     | Polen          | Filip Walotka (Vorlauf) Piotr Długosielski Jacek Bocian (Vorlauf) Robert Maćkowiak | 3:01,30    |           |
| 3     | Bahamas        | Timothy Munnings (Vorlauf) Troy McIntosh Carl Oliver Chris Brown                   | 3:01,50    |           |
| 4     | Senegal        | Oumar Loum Ousmane Niang Youssoupha Sarr Ibou Faye                                 | 3:02,67    |           |
| 5     | Botswana       | California Molefe Lulu Basinyi Johnson Kubisa Agrippa Matshameko (Vorlauf)         | 3:04,19    | NR        |
| 6     | BR Jugoslawien | Branislav Stojanović Slaviša Vraneš Marko Janković Siniša Peša                     | 3:07,41    |           |
| DSQ   | Kroatien       | Elvis Peršić Nino Habun Frano Bakarić Darko Juričić                                |            |           |

## Halbfinale
Für das Finale qualifizierten sich in den beiden Läufen die jeweils ersten drei Staffeln. Darüber hinaus kamen die zwei Zeitschnellsten, die sogenannten Lucky Loser, weiter. Die direkt qualifizierten Mannschaften sind hellblau, die Lucky Loser hellgrün unterlegt.
Es gab folgende Besetzungsänderungen:
- Jamaika – Gregory Haughton lief für Michael McDonald.
- Bahamas – Avard Moncur kam für Timothy Munnings zum Einsatz.
- Frankreich – Ibrahima Wade lief anstelle von Pierre-Marie Hilaire und Marc Raquil anstelle von Bruno Wavelet.
- Polen – Piotr Rysiukiewicz kam für Filip Walotka und Piotr Haczek für Jacek Bocian zum Einsatz.
- Südafrika – Hezekiél Sepeng lief für Hendrick Mokganyetsi und Llewellyn Herbert für Werner Botha.
- Botswana – Glody Dube ersetzte Agrippa Matshameko.
- Nigeria – Jude Monye kam anstelle von Nduka Awazie und Sunday Bada anstelle von Fidelis Gadzama zum Einsatz.
- Sri Lanka – Ratna Kumar ersetzte Manura Lanka Perera.

### Lauf 1
29. September 2000, 21:30 Uhr
| Platz | Staffel    | Besetzung                                                                                                   | Zeit (min) | Anmerkung                              |
| ----- | ---------- | --- | ---------- | -------------------------------------- |
| 1     | Jamaika    | Sanjay Ayre (Vorlauf/Halbfinale) Gregory Haughton (Halbfinale/Finale) Danny McFarlane Michael Blackwood     | 2:58,84    |                                        |
| 2     | Bahamas    | Avard Moncur (Halbfinale/Finale) Troy McIntosh Carl Oliver Chris Brown                                      | 2:59,02    | NR                                     |
| 3     | Frankreich | Emmanuel Front Marc Foucan Ibrahima Wade (Halbfinale/Finale) Marc Raquil (Halbfinale/Finale)                | 3:00,64    |                                        |
| 4     | Polen      | Piotr Rysiukiewicz (Halbfinale/Finale) Piotr Haczek (Halbfinale/Finale) Piotr Długosielski Robert Maćkowiak | 3:00,66    |                                        |
| 5     | Südafrika  | Alwyn Myburgh Hezekiél Sepeng (Halbfinale) Llewellyn Herbert (Halbfinale) Arnaud Malherbe                   | 3:01,25    | eigentlich für das Finale qualifiziert |
| 6     | Botswana   | California Molefe Lulu Basinyi Johnson Kubisa Glody Dube (Halbfinale)                                       | 3:05,28    |                                        |
| DSQ   | Kenia      | Ezra Sambu Samson Yego Joseph Mutua Julius Chepkwony                                                        |            |                                        |
| DSQ   | USA        | Jerome Young (Vorlauf/Halbfinale) Angelo Taylor (Vorlauf/Halbfinale) Calvin Harrison Alvin Harrison         |            | für das Finale zugelassen              |

### Lauf 2
29. September 2000, 21:39 Uhr
| Platz | Staffel        | Besetzung                                                                                                | Zeit (min) | Anmerkung |
| ----- | -------------- | --- | ---------- | --------- |
| 1     | Nigeria        | Clement Chukwu Jude Monye (Halbfinale/Finale) Enefiok Udo-Obong Sunday Bada (Halbfinale/Finale)          | 3:01,06    |           |
| 2     | Großbritannien | Jared Deacon Daniel Caines Iwan Thomas Jamie Baulch                                                      | 3:01,35    |           |
| 3     | Australien     | Casey Vincent (Vorlauf/Halbfinale) Blair Young Patrick Dwyer Michael Hazel                               | 3:01,91    |           |
| 4     | Russland       | Andrei Semjonow Dmitri Bogdanow Ruslan Maschtschenko Dmitri Anatoljewitsch Golowastow\|Dmitri Golowastow | 3:02,28    |           |
| 5     | Ukraine        | Jewgeni Sjukow Oleksandr Kajdasch Hennadij Horbenko Roman Woronko                                        | 3:02,68    | NR        |
| 6     | Sri Lanka      | Rohan Pradeep Kumara Ratna Kumar (Halbfinale) Ranga Wilmalawansa Sugath Thilakaratne                     | 3:02,89    |           |
| 7     | Senegal        | Oumar Loum Ousmane Niang Youssoupha Sarr Ibou Faye                                                       | 3:02,94    |           |
| 8     | Japan          | Shunji Karube Jun Osakada Kenji Tabata Takahiko Yamamura                                                 | 3:13,63    |           |

## Finale
30. September 2000, 22:20 Uhr
| Platz | Staffel        | Besetzung | Zeit (min) | Anmerkung |
| ----- | -------------- | --- | ---------- | --------- |
| 1     | Nigeria        | Clement Chukwu Jude Monye (Halbfinale/Finale) Sunday Bada (Halbfinale/Finale) Enefiok Udo-Obong in den Vorläufen außerdem: Nduka Awazie Fidelis Gadzama                                                | 2:58,68    | AF        |
| 2     | Jamaika        | Michael Blackwood Gregory Haughton (Halbfinale/Finale) Christopher Williams (Finale) Danny McFarlane in den Vorläufen und Halbfinals außerdem: Sanjay Ayre in den Vorläufen außerdem: Michael McDonald | 2:58,78    |           |
| 3     | Bahamas        | Avard Moncur (Halbfinale/Finale) Troy McIntosh Carl Oliver Chris Brown in den Vorläufen außerdem: Timothy Munnings                                                                                     | 2:59,23    |           |
| 4     | Frankreich     | Emmanuel Front Marc Foucan Ibrahima Wade (Halbfinale/Finale) Marc Raquil (Halbfinale/Finale) in den Vorläufen außerdem: Pierre-Marie Hilaire Bruno Wavelet                                             | 3:01,02    |           |
| 5     | Großbritannien | Jared Deacon Daniel Caines Iwan Thomas Jamie Baulch | 3:01,22    |           |
| 6     | Polen          | Piotr Rysiukiewicz (Halbfinale/Finale) Robert Maćkowiak Piotr Długosielski Piotr Haczek (Halbfinale/Finale) in den Vorläufen außerdem: Filip Walotka Jacek Bocian                                      | 3:03,22    |           |
| 7     | Australien     | Brad Jamieson (Finale) Blair Young Patrick Dwyer Michael Hazel in den Vorläufen und Halbfinals außerdem: Casey Vincent                                                                                 | 3:03,91    |           |
| DSQ   | USA            | Alvin Harrison Antonio Pettigrew (Finale) Calvin Harrison Michael Johnson (Finale) in den Vorläufen und Halbfinals außerdem: Jerome Young Angelo Taylor                                                |            |           |

Es gab folgende Besetzungsänderungen:
- USA – Michael Johnson kam für Jerome Young zum Einsatz und Antonio Pettigrew lief anstelle von Angelo Taylor.
- Jamaika – Christopher Williams ersetzte Sanjay Ayre.
- Australien – Brad Jamieson lief anstelle von Casey Vincent

Die US-amerikanische Staffel war der klare Favorit für dieses Rennen. Die Vereinigten Staaten hatten als einzige Nation drei Athleten ins 400-Meter-Finale gebracht, sie stellten mit Michael Johnson und Alvin Harrison auch den Gold- und Silbermedaillengewinner des Einzelrennens. Bei den Weltmeisterschaften 1999 waren Polen und Jamaika mit Zeiten unter drei Minuten sehr stark aufgetreten und gingen auch hier in Sydney mit guten Medaillenaussichten an den Start. Jamaika stellte mit Gregory Haughton den Bronzemedaillengewinner über 400 Meter und mit Danny McFarlane hatte es ein weiterer Jamaikaner ins Einzelfinale geschafft.
US-Startläufer Alvin Harrison übergab den Staffelstab als Führender an Antonio Pettigrew. Dahinter folgten mit knappen Abständen die Bahamas, Jamaika und Nigeria. Im weiteren Verlauf bauten die Athleten aus den USA den Vorsprung immer weiter aus. Schlussläufer Michael Johnson, der im Finale für Jerome Young zum Einsatz gekommen war, musste seinen 20-Meter-Vorsprung auf der letzten Runde eigentlich nur noch verwalten. An zweiter Stelle lag inzwischen Nigeria vor Jamaika. Mit schon etwas größerem Rückstand folgte das Team von den Bahamas. Michael Johnson vergrößerte den Vorsprung der US-Staffel weiter. Das nigerianische Team kam auf dem Silberrang mit 2,33 Sekunden Rückstand ins Ziel. Eine Zehntelsekunde dahinter lag Jamaika auf Platz drei, es folgten die Bahamas, Frankreich, Großbritannien, Polen und Australien. Das war allerdings nur der vorläufige Endstand dieses Wettbewerbs. Die endgültige Entscheidung über die Medaillenvergabe und die Platzierungen zog sich lange hin und hatte sich intensiv mit Dopingpraktiken von Läufern aus der US-Staffel zu befassen.
Wie im Abschnitt "Doping" oben beschrieben, rückten alle ursprünglich hinter den USA platzierten Teams um jeweils einen Rang vor. So Gewann Nigeria die Goldmedaille, Silber ging an Jamaika und Bronze an die Bahamas.
Nigeria gewann erstmals eine Goldmedaille in der 4-mal-400-Meter-Staffel. Die Bahamas errangen erstmals eine Medaille in dieser Disziplin.

## Videolinks
- Men's 4x400 Relay Finals - 2000 Sydney Olympics Track & Field, youtube.com, abgerufen am 30. Januar 2022
- Sydney 2000 Olympic Game 4 x400m Finals, veröffentlicht am 9. September 2016 auf youtube.com, abgerufen am 24. März 2018